# Liste der Monuments historiques in Pernand-Vergelesses
Die Liste der Monuments historiques in Pernand-Vergelesses führt die Monuments historiques in der französischen Gemeinde Pernand-Vergelesses auf.

## Liste der Immobilien
| Bezeichnung           | Beschreibung                                                         | Standort                    | Kennzeichnung | Schutzstatus | Datum | Bild           |
| --------------------- | -------------------------------------------------------------------- | --------------------------- | ------------- | ------------ | ----- | -------------- |
| Maison Jacques Copeau | aus der zweiten Hälfte des 18. Jahrhunderts; mit Garten und Terrasse | 6 Rue Jacques Copeau (Lage) | PA00112583    | Inscrit      | 1985  | weitere Bilder |

## Liste der Objekte
| Bezeichnung                       | Beschreibung                                | Standort                        | Kennzeichnung | Schutzstatus | Datum | Bild           |
| --------------------------------- | ------------------------------------------- | ------------------------------- | ------------- | ------------ | ----- | -------------- |
| Skulptur Madonna mit Kind         | Kalkstein, farbig gefasst, 15. Jahrhundert  | in der Kirche St-Germain (Lage) | PM21001708    | Classé       | 1957  |                |
| Skulptur eines sitzenden Bischofs | Holz, farbig gefasst, 16. Jahrhundert       | in der Kirche St-Germain (Lage) | PM21001709    | Classé       | 1957  |                |
| Skulptur eines stehenden Bischofs | Holz, farbig gefasst, 16. Jahrhundert       | in der Kirche St-Germain (Lage) | PM21001710    | Classé       | 1957  |                |
| Gemälde Darstellung des Herrn     | Ölfarbe auf Holz, Ende des 16. Jahrhunderts | in der Kirche St-Germain (Lage) | PM21001711    | Classé       | 1957  | weitere Bilder |
| Gemälde Entschlafung Mariens      | Ölfarbe auf Leinwand, 17. Jahrhundert       | in der Kirche St-Germain (Lage) | PM21001712    | Classé       | 1966  | weitere Bilder |
| Gemälde Vermählung Marias         | Ölfarbe auf Leinwand, 17. Jahrhundert       | in der Kirche St-Germain (Lage) | PM21001713    | Classé       | 1966  | weitere Bilder |